# 634년

## 연호
- 당(唐) 정관(貞觀) 8년
- 신라(新羅) 인평(仁平) 원년

## 기년
- 당(唐) 태종(太宗) 8년
- 신라(新羅) 선덕여왕(善德女王) 3년
- 고구려(高句麗) 영류왕(榮留王) 17년
- 백제(百濟) 무왕(武王) 35년

## 사건
- 신라, 김유신이 문희를 불태워 죽이려 하자 선덕여왕이 진노하여 김춘추와 김유신을 꾸짖음.
- 김춘추, 문희를 구하고 혼인을 맺음.

## 문화
서동요로 알려진 백제 궁남지로 가장 오래된 연못이 만들어졌다. 매년 7월 부여서동연꽃축제가 열린다.

## 탄생
- 고구려(高句麗)의 막리지(莫離支) 연남생(淵男生)